# Монтефјоре дел'Азо
Монтефјоре дел'Азо (итал. Montefiore dell'Aso) насеље је у Италији у округу Асколи Пичено, региону Марке.
Према процени из 2011. у насељу је живело 1278 становника. Насеље се налази на надморској висини од 386 м.

## Становништво
| 1931. | 1936. | 1951. | 1961. | 1971. | 1981. | 1991. | 2001. | 2011. |
| ----- | ----- | ----- | ----- | ----- | ----- | ----- | ----- | ----- |
| 3.351 | 3.591 | 3.801 | 3.335 | 2.586 | 2.354 | 2.262 | 2.199 | 2.180 |